# Sarah Pöppel
Sarah Pöppel (* 3. März 1994 in Rettenberg) ist eine deutsche Wintersportlerin, die ihre Karriere als Skispringerin begann und seit 2013 als Freestyle-Skierin startet.

## Werdegang

### Skispringen
Sarah Pöppel wurde im Ortsteil Kranzegg der bayerischen Gemeinde Rettenberg geboren. Sie betreibt seit ihrem siebenten Lebensjahr Skispringen, startet für den SC Oberstdorf und wurde 2008 Deutsche Schülermeisterin. Am 17. Februar 2008 gab sie in Breitenberg ihr Debüt im Skisprung-Continental-Cup. Am 21. Januar 2009 gelang ihr in Toblach mit dem 28. Platz ihr bislang einziger Punktegewinn. Mit den drei gewonnenen Punkten belegte sie am Ende der Saison 2008/09 den 81. Platz in der Continental-Cup-Gesamtwertung. Im Sommer 2010 und im Januar 2011 startete Pöppel noch einmal bei Continental-Cup-Springen in Deutschland, blieb dabei jedoch erfolg- und punktlos. Bei den Deutschen Meisterschaften 2010 in Oberhof sprang sie auf den zehnten Platz. Im Januar 2011 erreichte sie im Ladies-Cup in Žiri den zweiten und dritten Platz, erreichte in der Gesamtwertung in der Kategorie Junioren den fünften Platz.

### Freestyle-Skiing
Im Januar 2013 wechselte Pöppel offiziell zum Freestyle-Skiing. Nachdem sie am 10. Januar 2013 die Qualifikation zum Weltcup in Copper Mountain als sechste sehr gut abschloss, startete sie zwei Tage später zu ihrem ersten Weltcup-Wettbewerb. Im Slopestyle beendete sie das Rennen auf dem 13. Platz und sammelte damit erste Weltcup-Punkte. Im Schweizer Silvaplana erreichte sie mit dem achten Rang erstmals einen Top-10-Platz. Bei den kurze Zeit später stattfindenden Freestyle-Skiing-Weltmeisterschaften 2013 in landete Pöppel im Slopestyle auf dem 18. Platz. Bei den Junioren-Weltmeisterschaften in Chiesa in Valmalenco Ende März wurde sie Achte.